# Книжный магазин имени Оскара Уайльда

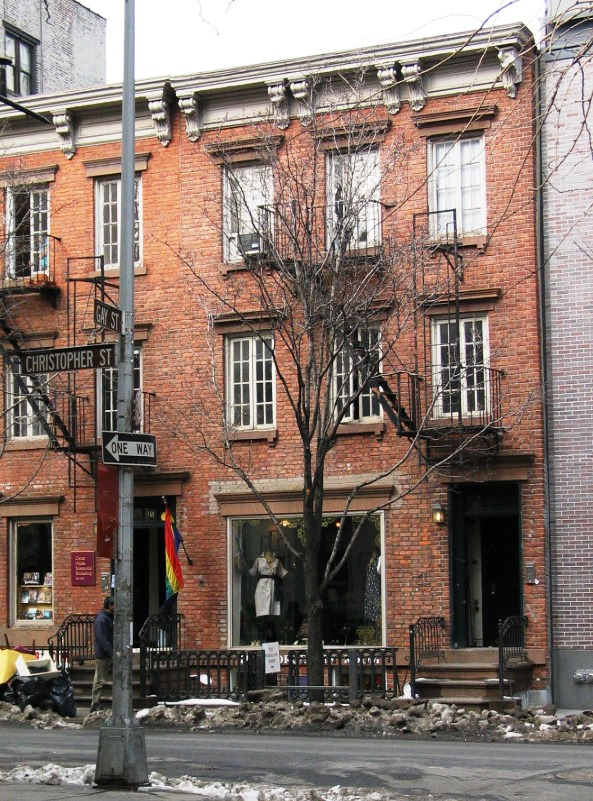
Здание магазина «Оскар Уайльд Мемориал»

«Книжный магазин имени Оскара Уайльда» (англ. Oscar Wilde Bookshop) — первый книжный магазин, посвященный литературе для геев и лесбиянок. Магазин был открыт Крейгом Родвеллом в 1967 году и назван в честь знаменитого писателя-гея Оскара Уайлда. Первоначально располагался по адресу Мерсер-стрит, 291. В 1973 году он переехал в район Гринвич-Виллидж на Кристофер-стрит.
Несмотря на небольшое число посетителей, Родвелл категорически отказался от продажи в своем магазине материалов порнографического характера. В марте 1968 года Родвелл стал издавать ежемесячный информационный бюллетень «Псалтырь» (англ. Hymnal). Хотя сам Родвелл и не участвовал в борьбе за права геев и лесбиянок, он всячески помогал гей-активистам. Собрания организаторов первого прайд-парада на «День освобождения Кристофер-стрит» проходили в его магазине, а в ночь стоунволлских бунтов Родвелл предупредил протестующих о засаде, которую устроила полиция на соседней улице.
В марте 1993 года, за три месяца до смерти от рака желудка, Родвелл продал свой магазин. 19 января 2003 года в связи с финансовыми трудностями было объявлено о закрытии магазина. Владелец сети книжных магазинов «Lambda Rising» выкупил магазин и тем самым спас его от закрытия.